# Sigibert II
Sigibert II, född 602, död 10 oktober 613, son till Theoderik II och Ermenberga, frankisk merovingisk kung av Austrasien och Burgund 613.
Sigibert II och hans mor Ermenberga blev båda mördade den 10 oktober 613 av Chlothar II, som därmed blev ensam kung i Frankerriket.